# Чарли Мърфи
Чарлс Куинтън „Чарли“ Мърфи младши (на английски: Charles "Charlie" Quinton Murphy Jr.) (12 юли 1959 г. – 12 април 2017 г.) е американски актьор. Той е по-голям брат на Еди Мърфи.
Сценарист е на филма „Вампир в Бруклин“ (1995).

## Личен живот
През 1997 Мърфи се жени за Тиша Тейлър, която умира през декември 2009 г. Двойката има две деца, а Мърфи има още едно от предишна връзка.

## Смърт
Мърфи умира от левкемия на 12 април 2017 г. на 57 години.